# Груша уссурийская
Гру́ша уссури́йская (лат. Pyrus ussuriensis) — древесное растение; вид рода Груша (Pyrus) семейства Розовые (Rosaceae). Груша уссурийская была описана в 1857 году русским ботаником Карлом Ивановичем Максимовичем.

## Ботаническое описание
Дерево высотой 10—15 м, кора тёмно-серая, иногда почти чёрная. Крона при хорошем освещении густая, имеет шаровидно-продолговатую или яйцевидную форму.
Корни уссурийской груши распространяются, как правило, в поверхностных слоях почвы, в глубину проникают на 0,7—1,1 метра. Деятельные влаговсасывающие корни располагаются на глубине 10—50 см, а по распространению в горизонтальном направлении совпадают с размерами кроны или выходят за её пределы не более, чем на 1 метр (Казьмин, 1985).
Листья широкоовальные или округлые, с неглубоким сердцевидным или округлым основанием и острой верхушкой, остропильчатые; кожистые, — голые, сверху слегка глянцевые, при сушке чернеющие.
Цветки крупные, до 3—4 см в диаметре, белые, в многочисленных щитках. Цветёт до распускания листьев, в мае.
Плоды круглые, удлинённые, плодоножки короткие, длина 1,5—6,7 см. Созревают в конце августа — начале сентября. Покрыты толстой кожицей, сочные, но с жёсткой, терпко-кислой и вяжущей мякотью, содержащей много каменистых клеток.
В 1 кг 40—46 тысяч семян. Выход чистых, просушенных составляет 2 % от веса свежих плодов.

## Распространение и экология
Ареал охватывает Северо-Восточный Китай и Корейский полуостров. На территории России распространена почти по всему Приморью и на значительной части Приамурья. Северной границей распространения является условная линия, соединяющая район Благовещенска — низовье реки Буреи — район Хабаровска. Вниз по Амуру она встречается до Комсомольска-на-Амуре.
Растёт одиночно или группами по незатопляемым берегам рек, островам, на опушках леса и в кустарниковых зарослях. Светолюбива, неприхотлива к почве, но для хорошего роста и плодоношения требует свежей, плодородной и глубокой почвы. Мокрых почв и застоя влаги не переносит. В лучших условиях произрастания деревья достигают 10—12 метров высоты и 30—50 сантиметров в диаметре ствола. Опыляются цветки только пыльцой другого дерева, поэтому одиночно стоящие экземпляры, несмотря на обильное ежегодное цветение, обычно не плодоносят (Коротких, 1954).
Разводится семенами, отводками и корневыми отпрысками. Семена поедаются мышами, поэтому лучше избегать осеннего посева и делать посевы весной стратифицированными семенами. Семена сохраняют всхожесть только один год. Сеянцы растут быстро: в однолетнем возрасте вырастают до 20—25 см. Плодоносить начинает с 9—11 лет.
Самый морозостойкий вид груш в мире, выдерживает температуры до −50 °С.

## Значение и применение

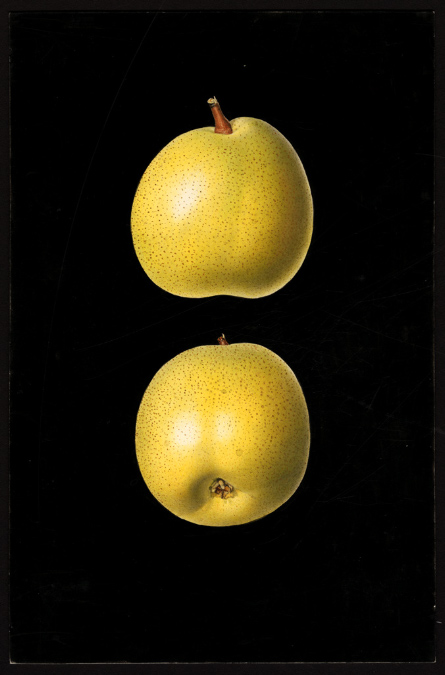
Плоды груши уссурийской

Плоды становятся съедобными лишь после продолжительной лёжки. Однако среди природных форм этой груши встречаются и такие, плоды которых вполне съедобны сразу после сбора. Мякоть богата клетчаткой, органическими кислотами, пектиновыми и дубильными веществами, а также витаминами от A до P. Из плодов делают квас, варенье, фруктовый чай, компот и повидло.
Груша уссурийская пригодна для озеленительных, дорожнозащитных, лесоовражных и полезащитных посадок. Очень ценна и для плодоводства как непревзойденный по морозостойкости подвой для прививок и как исходный материал для дальнейшего выведения культурных сортов груш, подобно тому, как она была использована И. В. Мичуриным и его последователями. Естественные запасы этого вида на Дальнем Востоке весьма ограниченны и нуждаются в охране.
Вторичный пыльценос и медонос. Пчёлы собирают нектар и пыльцу. В пересчёте на сплошное произрастание продуктивность мёда 15 кг/га. В некоторых районах обеспечивает сбор мёда в период наращивания пчёл к главному медосбору. Пыльца бледно-зелёная. Цветёт в течение 8—12 дней.

### В культуре
Благодаря своей морозостойкости груша уссурийская широко используется селекционерами в качестве исходного вида. По данным Е. Н. Седова и др. (2000), в России с участием уссурийской груши получено 30 сортов, из которых 20 допущены к использованию.
В садоводческих районах Урала, Сибири и Дальнего Востока наибольшее распространение получили сорта груши селекции А. М. Лукашова. Сорт «Тёма» районирован повсеместно, начиная от Свердловской области до Сахалина. Все они летне-осеннего срока созревания, с коротким периодом потребления и имеют посредственный вкус (Чуйко, 1990). На Дальнем Востоке районированы также сорта Н. Н. Тихонова (Сибирячка), А. В. Болоняева (Ноябрьская, Яблоковидная), Г. И. Госенченко (Память Госенченко, Амурская ранняя), Ф. И. Глинщиковой, М. С. Русакова (Лада амурская, Русаковская) и др.
Культурные сорта уссурийской груши размножают черенкованием и прививкой, для опыления груше уссурийской нужна пыльца другого дерева.

### Древесина
Древесина твердая, тяжёлая, вязкая, с широкой розовато-белой заболонью и красно-бурым ядром. Сухая древесина не коробится, не трескается, хорошо окрашивается и полируется; используется на токарные, резные и столярные изделия, на облицовочный шпон и фанеру, детали музыкальных инструментов, чертежные принадлежности, веретена, детали механизмов.